# Ženski Fudbalski Klub Biljanini Izvori
Lo Ženski fudbalski klub Biljanini Izvori è una squadra di calcio femminile macedone della città di Ocrida.

## Storia
La squadra è stata fondata nel 2010 in seguito al cambio di denominazione del club Ohrigjanki in Biljanini Izvori (letteralmente: primavera di Biljanini).
Nella stagione 2012-2013 conquista il primo trofeo della sua storia vincendo il campionato nazionale, risultato che le permette, inoltre di prendere parte all'edizione 2013-2014 della Champions League.

### Titoli
- Campionato macedone: 1

2012-2013

## Risultati nelle competizioni UEFA
| Stagione | Competizione     | Fase                     | Avversario     | Risultato | Risultato | Risultato |
| Stagione | Competizione     | Fase                     | Avversario     | andata    | ritorno   | aggregato |
| -------- | ---------------- | ------------------------ | -------------- | --------- | --------- | --------- |
| 2013-14  | Champions League | gironi di qualificazione | PK-35 Vantaa   | 1-13      | 1-13      | 1-13      |
| 2013-14  | Champions League |                          | PAOK Salonicco | 0-5       | 0-5       | 0-5       |
| 2013-14  | Champions League |                          | Pärnu          | 1-3       | 1-3       | 1-3       |

## Rosa 2013-2014
| N. |                               | Ruolo | Calciatrice                  |
| -- | ----------------------------- | ----- | ---------------------------- |
| 1  | Macedonia del Nord (bandiera) | P     | Viktorija Doneva             |
| 2  | Macedonia del Nord (bandiera) | D     | Milka Golubovikj             |
| 3  | Macedonia del Nord (bandiera) | D     | Radica Dukova                |
| 4  | Macedonia del Nord (bandiera) | C     | Daniela Ristevska            |
| 5  | Macedonia del Nord (bandiera) | A     | Dragana Saltirova            |
| 7  | Macedonia del Nord (bandiera) | A     | Naksie Krivanjeva            |
| 8  | Macedonia del Nord (bandiera) | C     | Radmila Solakoska (capitano) |
| 9  | Bulgaria (bandiera)           | A     | Kristina Petrunova           |
| 10 | Macedonia del Nord (bandiera) | C     | Katerina Mileska             |

| N. |                               | Ruolo | Calciatrice          |
| -- | ----------------------------- | ----- | -------------------- |
| 11 | Macedonia del Nord (bandiera) | D     | Violeta Spirovska    |
| 14 | Macedonia del Nord (bandiera) | A     | Aleksandra Markovska |
| 15 | Macedonia del Nord (bandiera) | C     | Kristina Naumoska    |
| 16 | Macedonia del Nord (bandiera) | C     | Dzeneta Sabani       |
| 18 | Albania (bandiera)            | D     | Bilana Sadiku        |
| 19 | Bulgaria (bandiera)           | A     | Veronika Gotseva     |
| 20 | Macedonia del Nord (bandiera) | A     | Marinela Josifoska   |
| 23 | Stati Uniti (bandiera)        | C     | Natali Ajub          |
| 30 | Macedonia del Nord (bandiera) | P     | Ivana Avramoska      |